# سيزار غارسيا
سيزار غارسيا (بالإسبانية: César García Calvo)‏ هو دراج إسباني، ولد في 24 ديسمبر 1974 في بونفيرادا في إسبانيا.

## وصلات خارجية
- سيزار غارسيا على موقع أرشيف الدراجات (الإنجليزية)
- سيزار غارسيا على موقع إحصائيات الدراجات الإحترافية (الإنجليزية)
- سيزار غارسيا على موقع نسبة الدراجات (الإنجليزية)